# Stelis muscifera
Stelis muscifera är en orkidéart som beskrevs av John Lindley. Stelis muscifera ingår i släktet Stelis och familjen orkidéer. Inga underarter finns listade i Catalogue of Life.